# Nyúlfülegomba
A nyúlfülegomba (Otidea onotica) a Pyronemataceae családba tartozó, Európában és Észak-Amerikában honos, lomb- és vegyes erdőkben élő, ehető gombafaj.

## Megjelenése
A nyúlfülegomba termőteste 5-10 cm-es magas és 1,5-4 cm széles, alakja megnyúlt csészére vagy nyúlfülre, szamárfülre emlékeztet, egyik oldalán hasítékkal. Széle gyakran behajló, tövénél elkeskenyedő.
Belső oldala narancsszínű, halványrózsás árnyalattal, felülete sima. A külső oldal citrom- vagy okkersárgás, felülete deres, lisztes.
Húsa vékony, merev, halványsárgás. Íze nem jellegzetes, szaga nincs.
Tönkje nincs vagy csökevényes, max. 1 cm magas, fehéres. 
Az aszkuszokban (tömlőkben) nyolc spóra található. A spórák 12-14 x 6-7 µm-esek, simák, elliptikusak, bennük egy vagy két olajcsepp található. 

### Hasonló fajok
A citromsárga fülesgomba hasonlíthat hozzá. 

## Elterjedése és termőhelye
Európában és Észak-Amerikában honos. Magyarországon nem ritka. 
Lombos- és vegyeserdőkben él, többnyire csoportosan, olykor néhányadmagával vagy magányosan. Az avar szerves anyagait bontja. Júliustól októberig terem.  

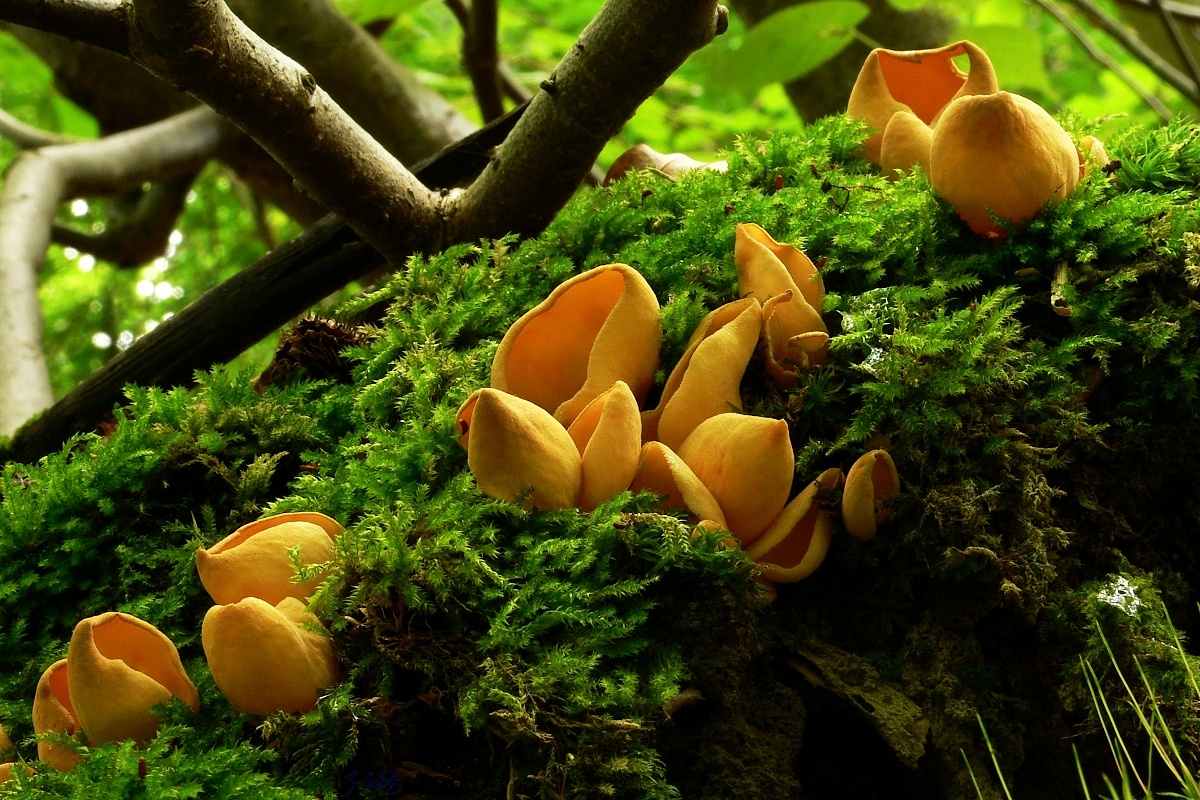
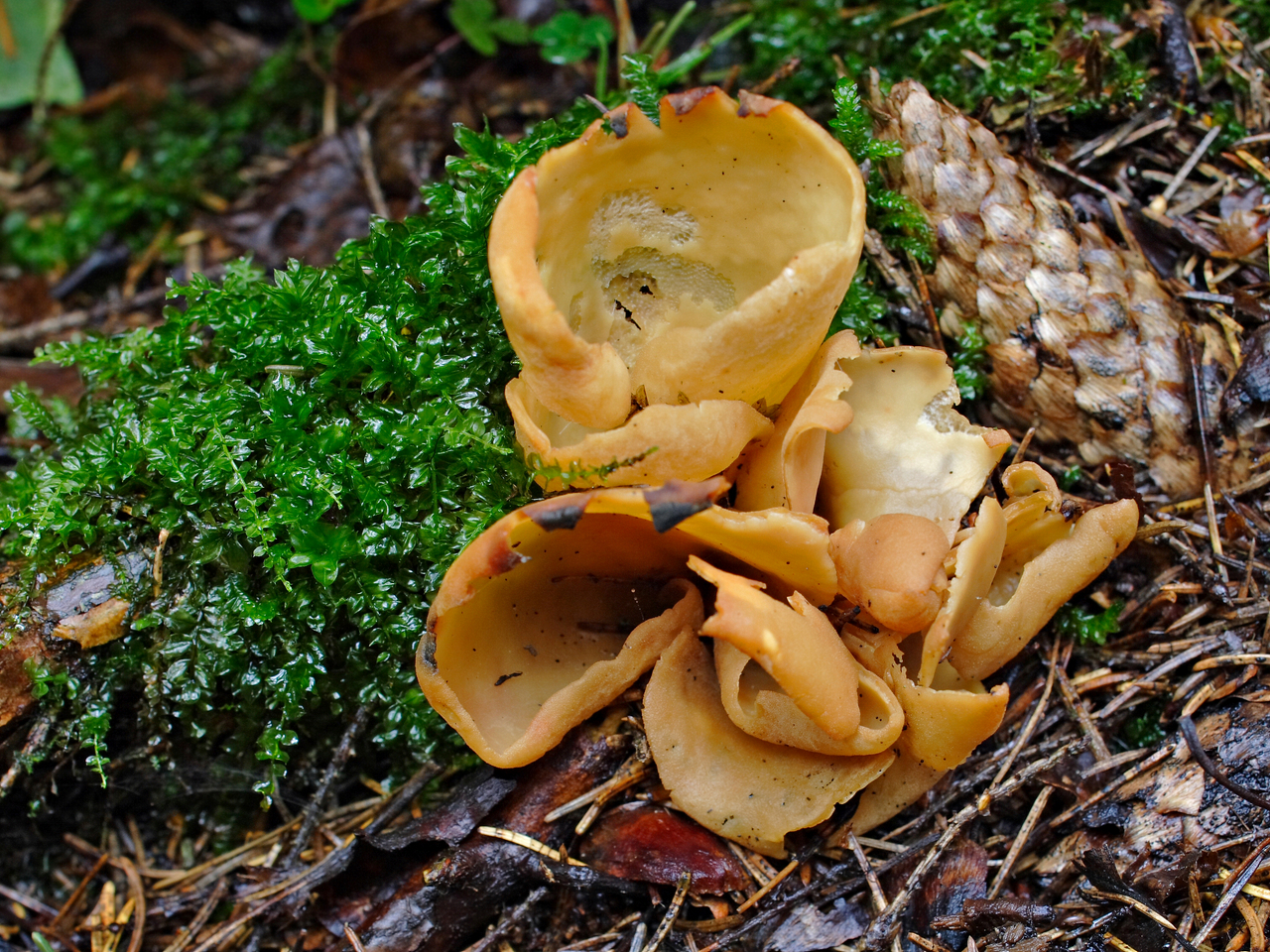
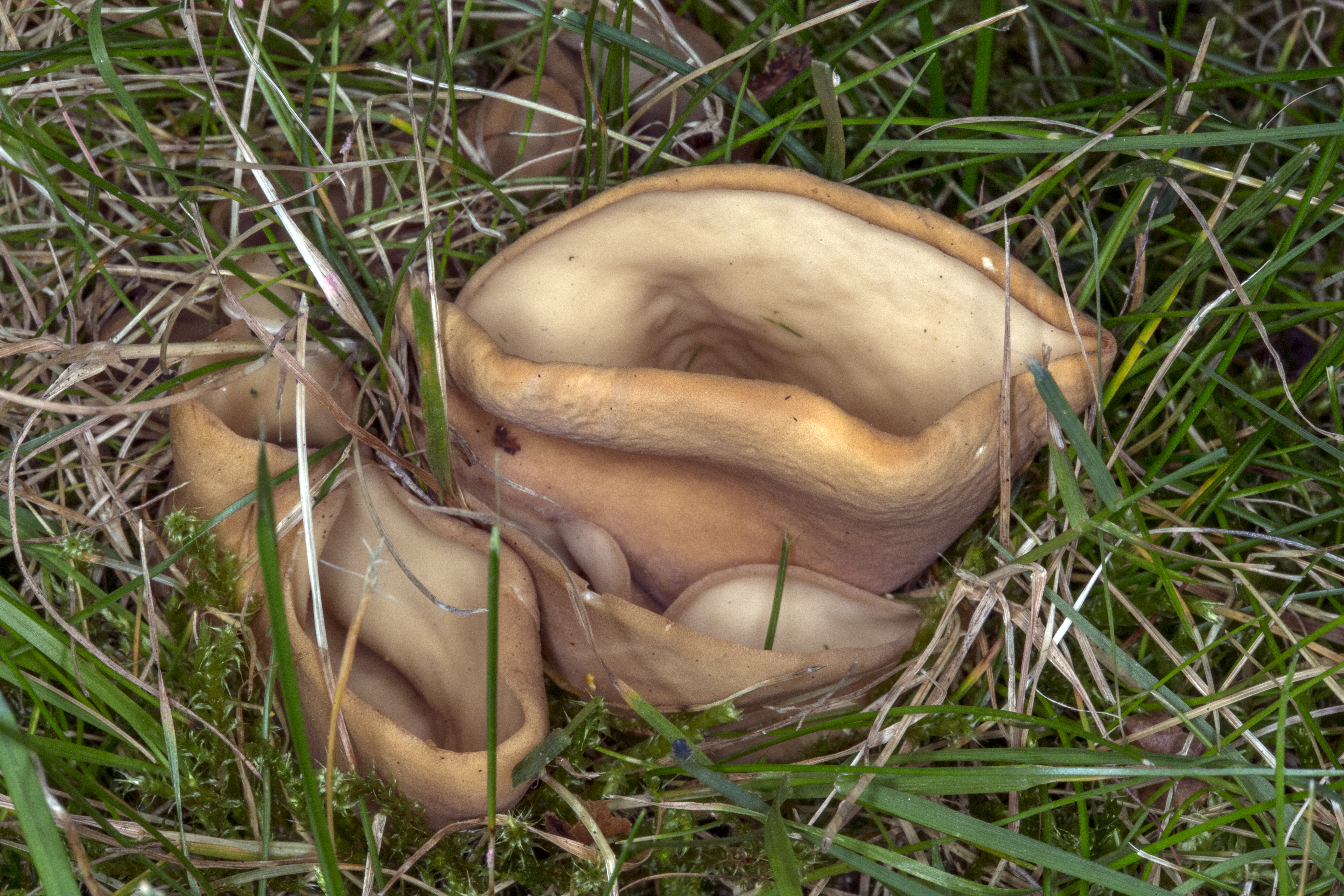
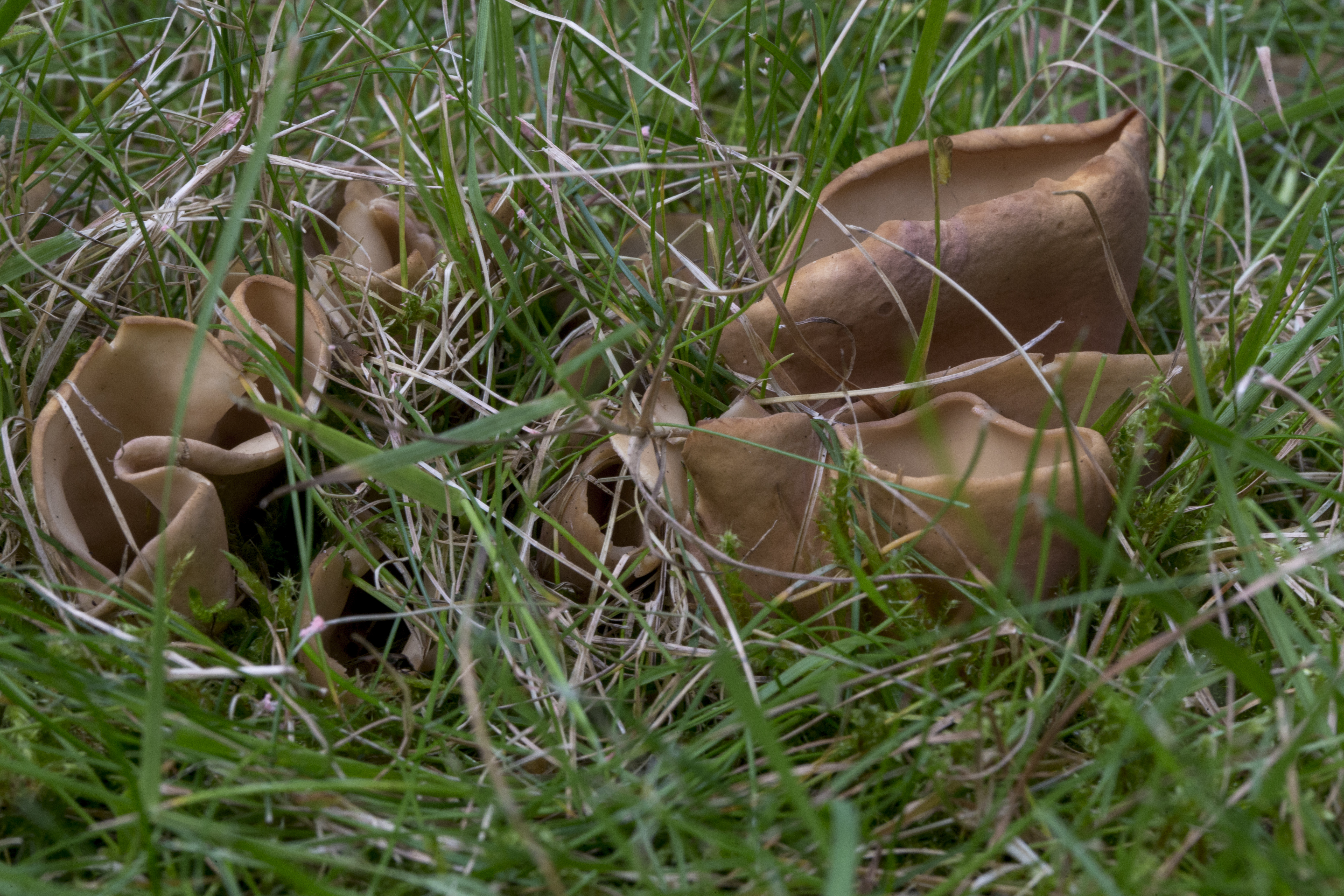
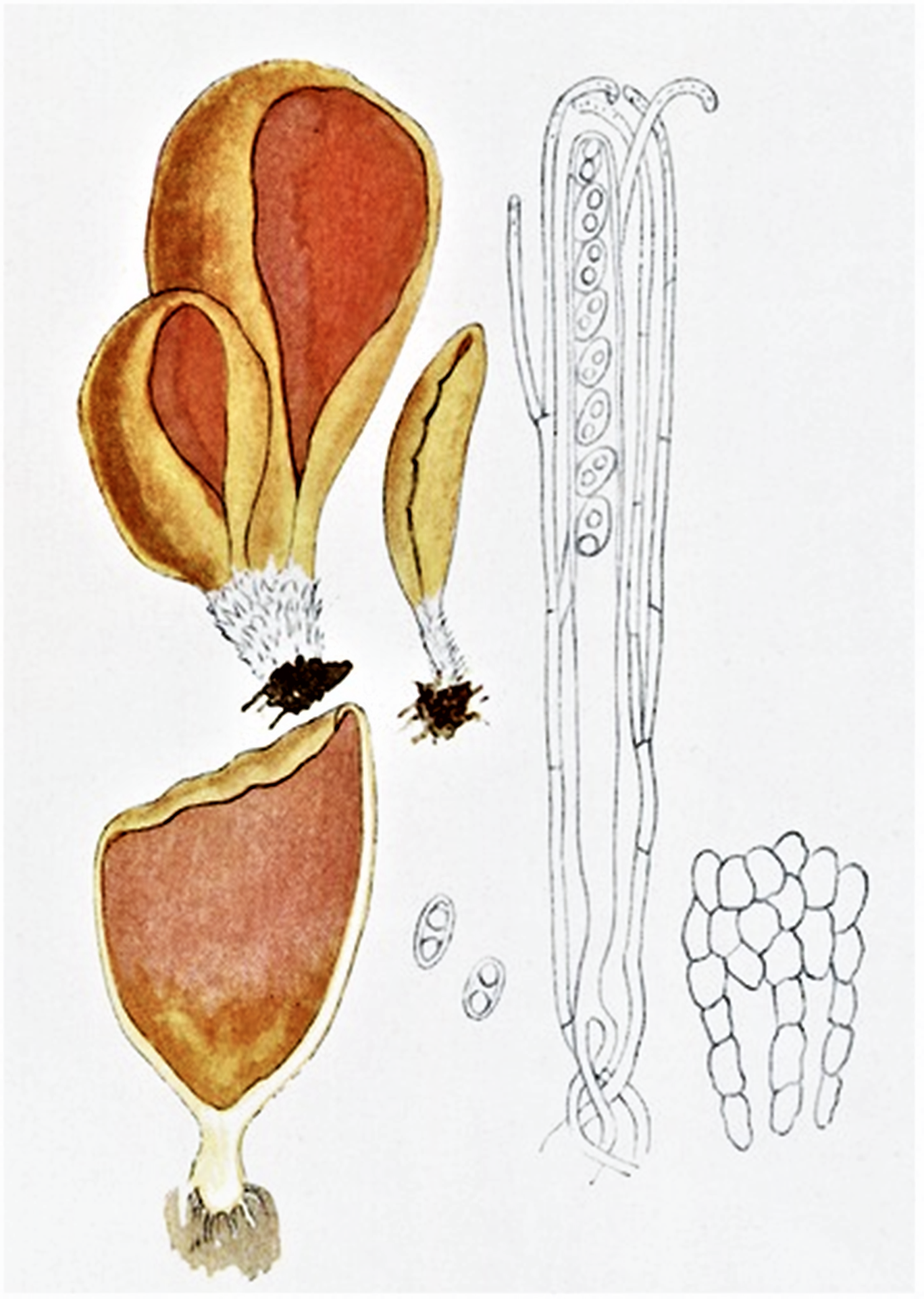

Ehető, de nem túl ízletes gomba. 